# 1502

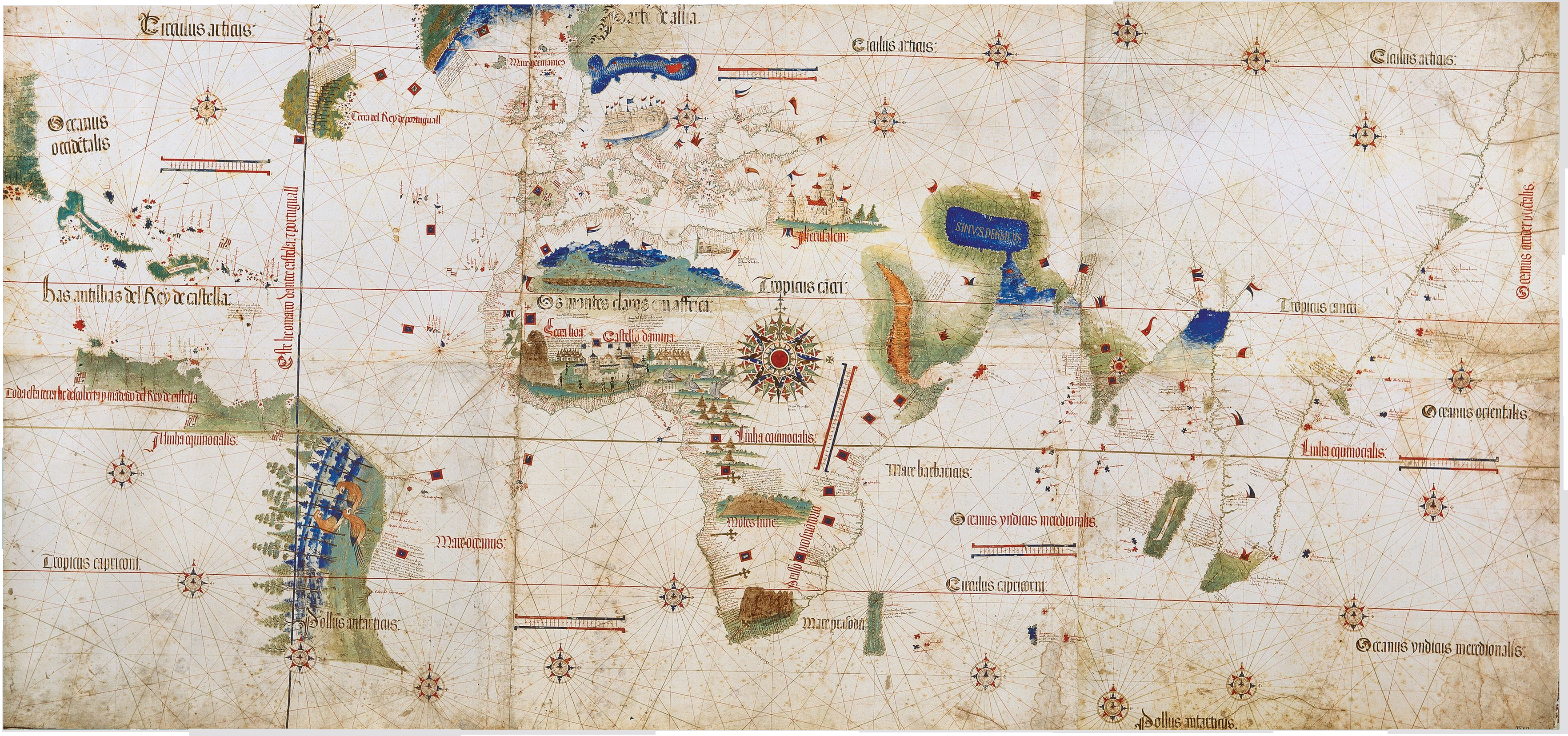
De Cantino-planisfeer

Het jaar 1502 is het 2e jaar in de 16e eeuw volgens de christelijke jaartelling.

## Gebeurtenissen
januari
- 1 - De Portugese ontdekkingsreiziger Gaspar de Lemos ontdekt de Baai van Guanabara. Hij ziet die aan voor een riviermonding en doopt hem vanwege de datum "Januaririvier", Rio de Janeiro.
- 24 - Verdrag van Eeuwige Vrede: Vredesverdrag tussen Engeland en Schotland.

februari
- 2 - Het huwelijk van Alfonso d'Este, de opvolger van Ferrara, en Lucrezia Borgia wordt in het Vaticaan gesloten.

mei
- 11 - Christopher Columbus vertrekt op zijn vierde en laatste reis.
- 26 - Beleg van Huissen: Karel van Gelre slaat het beleg op voor Huissen, dat een exclave van het hertogdom Kleef vormt.

juni
- 15 - Columbus ontdekt Martinique.
- rond 26 - Ontzet van Huissen: Het Kleefse leger verslaat het Gelderse leger, dat het beleg van Huissen moet opgeven met achterlating van kanonnen, doden en gewonden.

juli
- 1 - Bij een orkaan langs de kust van Santo Domingo gaan 20 schepen met hun bemanningen ten onder.

augustus
- 14 - Columbus bereikt de kust van Midden-Amerika bij het huidige Puerto Castilla, Honduras.

september
- 29 - Wladislaus II van Hongarije huwt Anna van Foix-Candale

zonder datum
- De Bourgondiërs vallen Gelre aan en veroveren Arnhem. Begin van de Gelderse Oorlogen.
- De Cantino-planisfeer, de oudste nog bestaande kaart waarop de Portugese ontdekkingen in Brazilië en Oost-Afrika afgebeeld staan, wordt naar Italië gesmokkeld.
- Vasco da Gama vertrekt opnieuw richting Indië, voor een strafexpeditie tegen Calicut.
- João da Nova ontdekt Sint-Helena.
- Ludovico di Varthema vertrekt vanuit Venetië voor een reis naar Zuid-Azië.
- Gonçalo Coelho en Amerigo Vespucci keren terug van hun reis naar Brazilië.
- Keurvorst Frederik III van Saksen sticht de Universiteit van Wittenberg.
- oudst bekende vermelding: De Krebbe

## Beeldende kunst

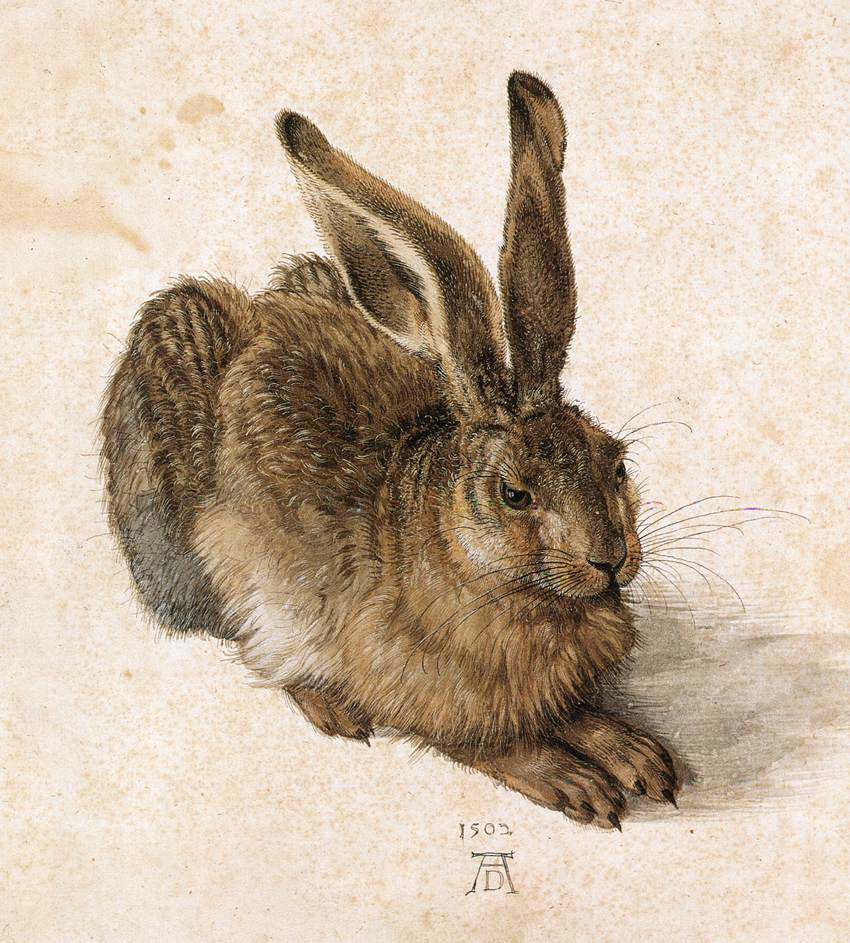
Albrecht Dürer: Haas
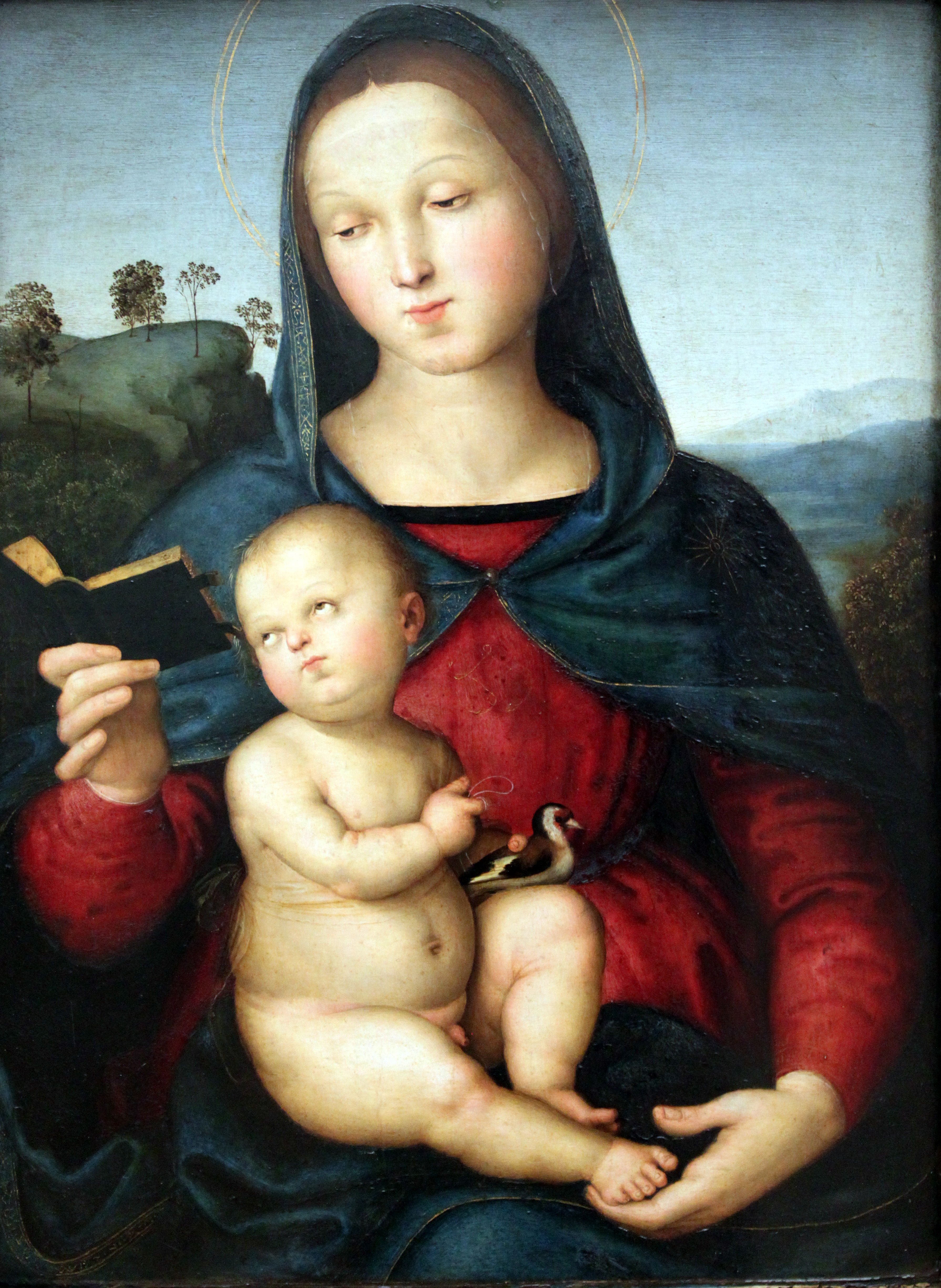
Rafaël: Madonna Solly
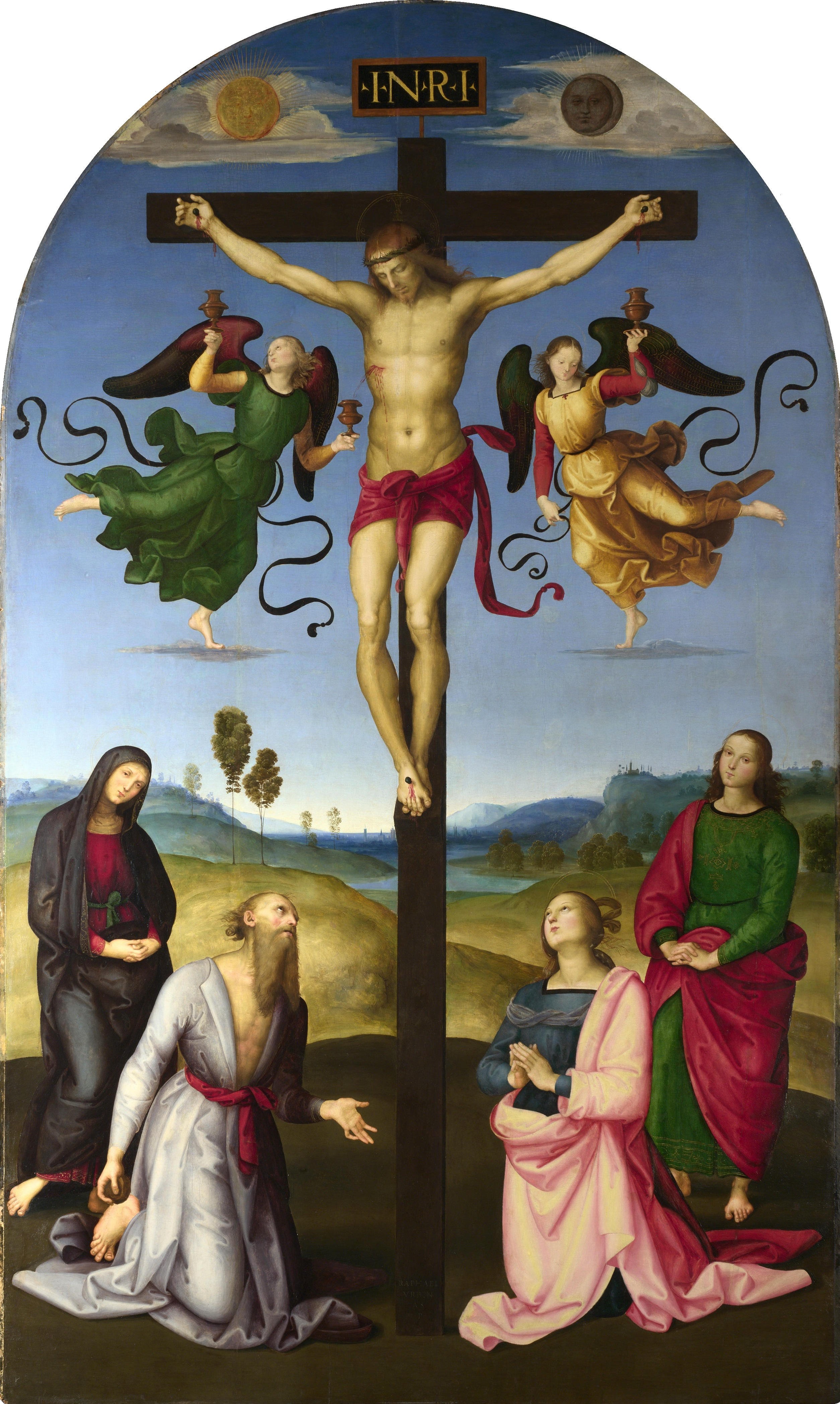
Rafaël: De kruisiging
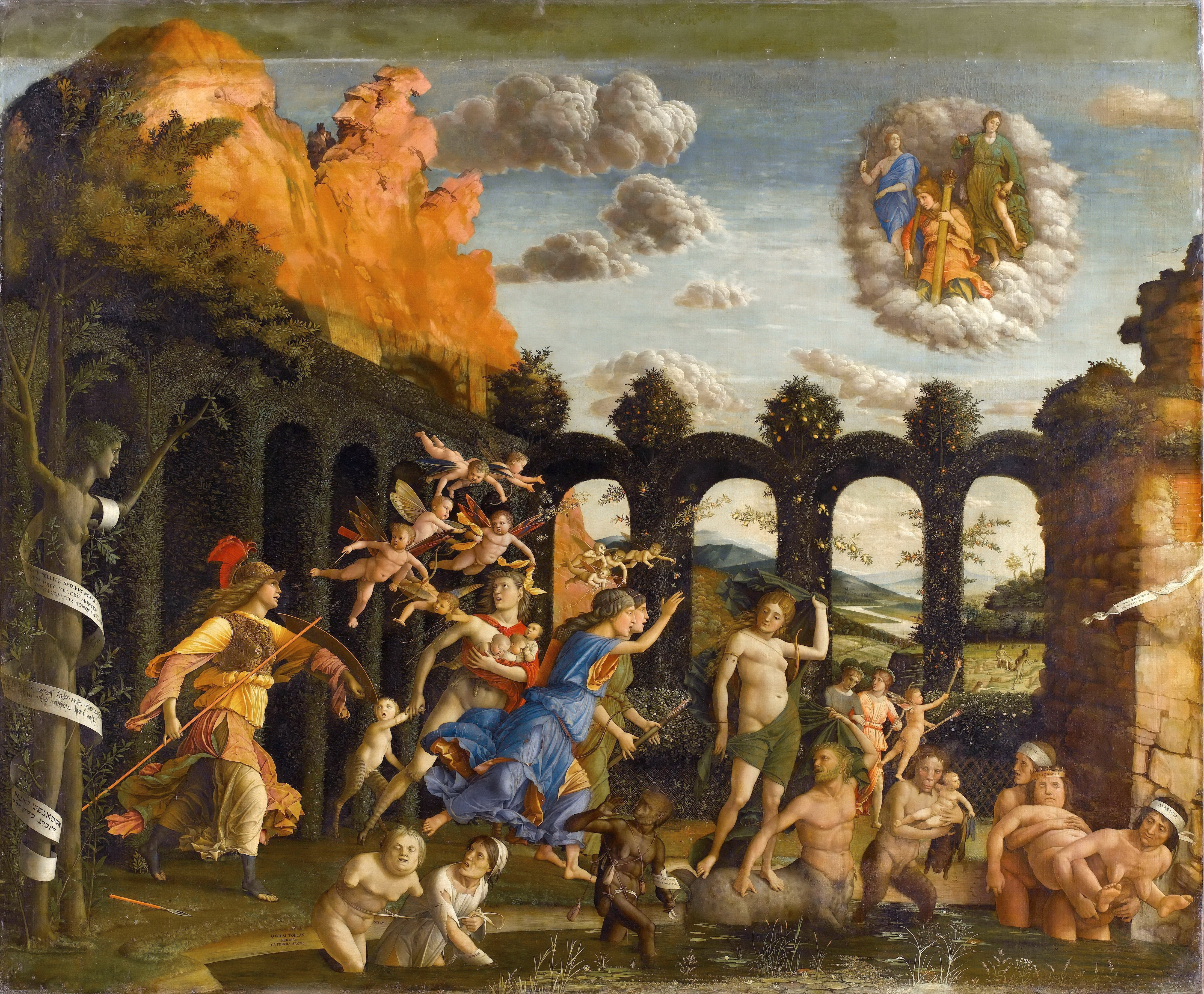
Andrea Mantegna: Triomf van de Deugd
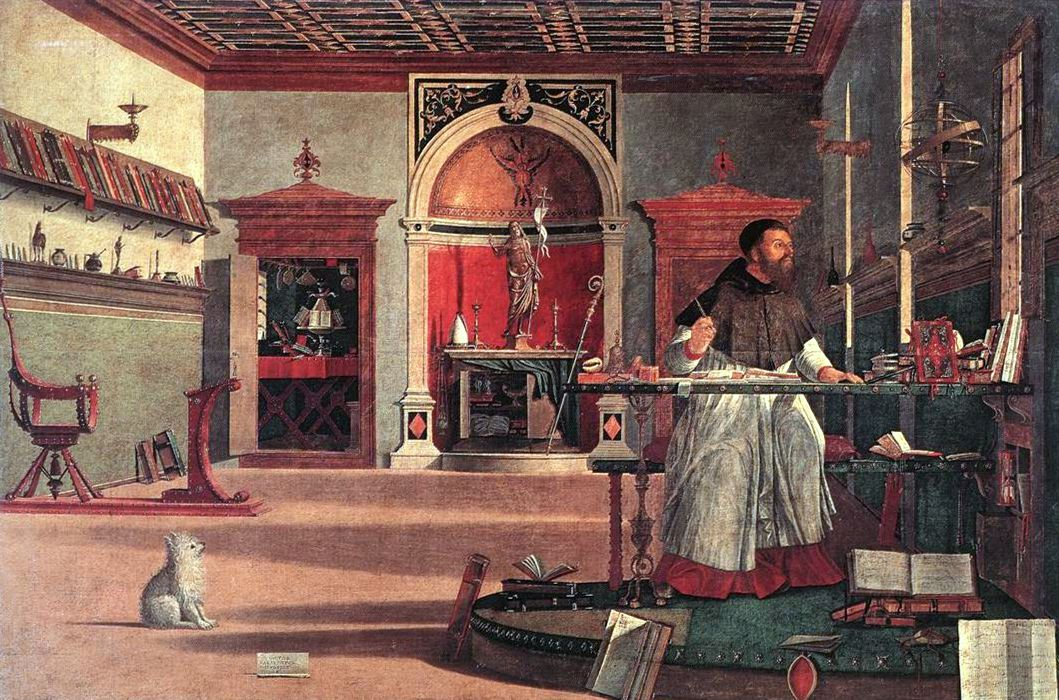
Vittore Carpaccio: Sint Augustinus in zijn studeerkamer

## Opvolging
- Azteken (hueyi tlahtoani) - Ahuitzotl opgevolgd door zijn neef Motecuhzoma II
- patriarch van Constantinopel - Joachim I opgevolgd door Nefon II
- Henneberg-Münnerstadt - Otto III opgevolgd door zijn neef Herman VIII van Henneberg-Römhild
- Mirandola - Gian Francesco II opgevolgd door Federico I en Ludovico I
- Orange - Jan IV van Chalon-Arlay opgevolgd door zijn zoon Filibert van Chalon
- Penthièvre - Jan III van Brosse opgevolgd door zijn zoon René van Brosse

## Afbeeldingen

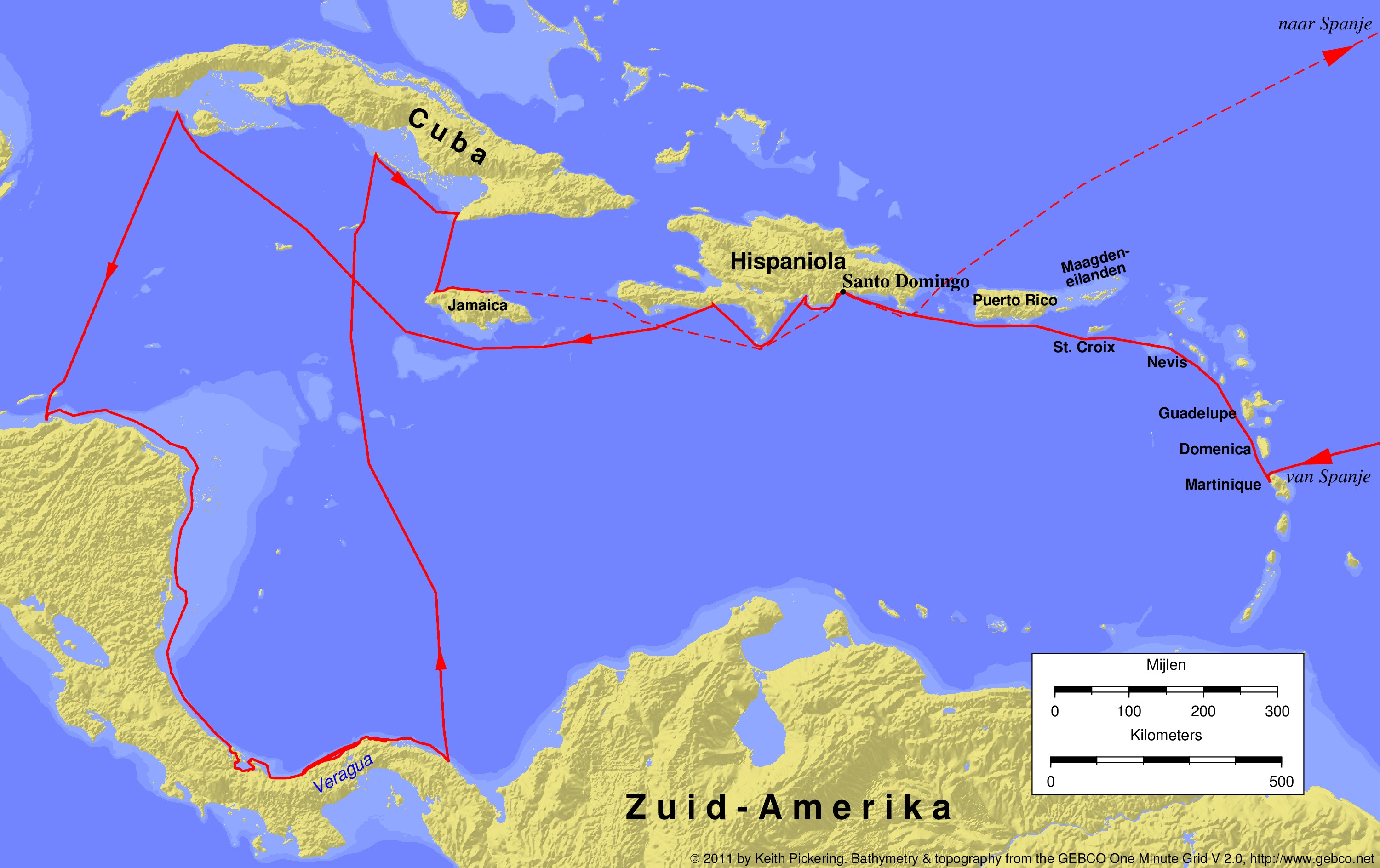
Columbus' vierde reis
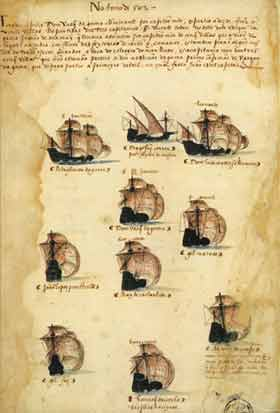
De Armada de India waarmee Da Gama naar Indië voer

## Geboren
- 7 januari - Gregorius XIII, paus (1572-1585)
- 2 februari - Damião de Góis, Portugees humanist
- 4 maart - Elisabeth van Hessen, Duits edelvrouw
- 18 maart - Filibert van Chalon, Frans edelman
- 10 april - Otto Hendrik, keurvorst van de Palts
- 6 juni - Johan III, koning van Portugal (1521-1557)
- 14 augustus - Pieter Coecke van Aelst, Zuid-Nederlands kunstenaar
- 14 september - Lodewijk II van Palts-Zweibrücken, Duits edelman
- 27 september - Jan III van Mazovië, Pools edelman
- september - Diego Espinosa y Arévalo, Spaans kardinaal
- ca. 8 december - Antonius Maria Zaccaria, Italiaans arts
- Heinrich Aldegrever, Duits kunstenaar
- Jean l'Evesque de la Cassière, grootmeester van de Orde van Malta
- Miguel López de Legazpi, Spaans conquistador
- Pedro Nunes, Portugees wiskunige
- Luis de Vargas, Spaans schilder
- Atahualpa, Inca (1527/1532-1532) (jaartal bij benadering)
- Cuauhtemoc, laatste leider der Azteken (1521-1522) (jaartal bij benadering)
- Leonardo Grazia, Italiaans schilder (jaartal bij benadering)
- La Malinche, Mexicaans tolk en maîtresse (jaartal bij benadering)
- Laurens Mets, Zuid-Nederlands prelaat (jaartal bij benadering)

## Overleden
- 2 maart - Jan I Carondelet (~73), Bourgondisch staatsman
- 2 april - Arthur Tudor (15), kroonprins van Engeland
- 3 april - Joos de Baenst (~51), Nederlands edelman
- 15 april - Jan IV van Chalon-Arlay (~57), Frans edelman
- 20 april - Maria van Loon-Heinsberg (77), Nederlands edelvrouw
- 8 juni - Romboud de Doppere (~69), Zuid-Nederlands kroniekschrijver
- 3 juli - Georgius de Hungaria (~80), Hongaars geestelijke
- 11 augustus - Bofillus van Juge, Frans edelman
- 23 augustus - Frans van Busleyden (~52), Zuid-Nederlands geestelijke en staatsman
- 7 oktober - Hendrik van Bergen (53), Zuid-Nederlands prelaat
- 9 oktober - Giulio Cesare da Varano (~68), Italiaans edelman en militair
- 10 november - George van Münsterberg (32), Silezisch edelman
- Ahuitzotl, heerser van de Azteken (1486-1502)
- Willem van Alblas (~38), Noord-Nederlands bestuurder
- Hendrik Bentinck, Noord-Nederlands edelman
- Jan III van Brosse, Frans edelman
- Otto III van Henneberg, Duits edelman
- Olivier de La Marche (~76), Bourgondisch militair, diplomaat en geschiedschrijver
- Henry Medwall (~40), Engels schrijver
- Francisco Roldán (~40), Spaans militair